# La Lucha
La Lucha, cuyo nombre oficial es La Lucha Sanguchería Criolla, es una cadena de restaurantes de sangucherías y cafeterías originaria del Perú, y con presencia en Colombia, Mexico y Chile.

## Historia
Fue fundado el 15 de agosto de 2009, por César Taboada, natural de Catacaos en el departamento de Piura, junto a un socio anónimo estadounidense, el primer local fue inaugurado en el distrito de Miraflores, Lima. Para 2015, el restaurante ya había abierto seis sucursales.
La cadena de restaurantes se dedica principalmente a todo lo relacionado con las sangucherías con temática criolla y afroperuana. En 2016, se inauguraron locales en Arequipa y Trujillo.

### Internacionalización
En 2017, Lucha Partners de Perú y GGCorp de Chile llegaron a un acuerdo para la formación de franquicias La Lucha en territorio de los dos países sudamericanos. La primera La Lucha en Chile fue abierto en la Costanera Center y posteriormente el segundo en Alto Las Condes, ambos en 2018. En 2018, Lucha Partners informó que abrieron dos locales en Bogotá, Colombia.

## Controversias
En 2020, el diario peruano Ojo Público sacó una noticia que describía que Lucha Partners y su fundador César Taboada, había despedido a varios de sus trabajadores en el marco del confinamiento por la pandemia de COVID-19 en el Perú, aun así, Taboada había recibido créditos económicos del programa estatal Reactiva Perú del gobierno de Martín Vizcarra, cuando estos programas solo estaban destinados a las empresas que no separaban a su personal. Al siguiente año el director de Lucha Partners Juan Miguel Carhuamaca Soto, envió una carta notarial a la agencia de noticias, pidiendo que retiren las acusaciones hacia Taboada por «tráfico ilegal de datos personales», el diario se negó y justificó su postura mediante «su derecho constitucional a informar sobre hechos de notorio interés público y ciudadano».